# Barry Trotz
Barry Trotz, né le 15 juillet 1962 à Winnipeg au Manitoba au Canada, est un entraîneur canadien de hockey sur glace. Il a été le premier entraîneur de l'histoire des Predators de Nashville, de 1998 à 2014.  Il a par la suite, dirigé les Capitals de Washington et les Islanders de New York. Depuis 2023, il est directeur général des Predators de Nashville.

## Biographie
Après une très courte carrière de joueur dans la LHOu, Barry devient entraîneur des Pirates de Portland dans la LAH avec qui il gagne le trophée Louis-A.-R.-Pieri en 1994 pour le meilleur entraîneur. 

### Predators de Nashville (1998-2014)
En 1998, il devient le premier entraîneur des Predators de Nashville de la LNH. Pour la saison 2010-2011 de la LNH, Barry est en nomination pour remporter le trophée Jack-Adams remis au meilleur entraîneur ; il est en concurrence avec Dan Bylsma des Penguins de Pittsburgh et Alain Vigneault des Canucks de Vancouver. Après avoir été renvoyé par les Predators en 2014, il est embauché par les Capitals de Washington le 26 mai 2014.

### Capitals de Washington (2014-2018)
En 2016, Barry Trotz remporte le trophée Jack-Adams remis à l'entraîneur-chef de l'année.  Il gagne la Coupe Stanley pour la première fois lors de la saison 2017-2018, après 19 saison en tant qu'entraîneur-chef dans la LNH.  Onze jours après avoir soulevé la coupe Stanley, il quitte les Capitals à la suite d'un litige contractuel.

### Islanders de New York (2018-2022)
Le 21 juin 2018, les Islanders embauchent Trotz comme entraîneur-chef.  Le 19 juin 2019, il remporte le trophée Jack-Adams pour la seconde fois. Le 9 mai 2022, après avoir raté les séries éliminatoires, Lou Lamoriello, directeur général des Islanders, congédie Trotz.

### Predators de Nashville (2023-)
En 2023, il succède à David Poile et devient le second directeur général de l'histoire de la concession du Tennessee.

## Statistiques joueur
| Saison    | Équipe         | Ligue |    | Saison régulière | Saison régulière | Saison régulière | Saison régulière | Saison régulière |   | Séries éliminatoires | Séries éliminatoires | Séries éliminatoires | Séries éliminatoires | Séries éliminatoires |
| Saison    | Équipe         | Ligue | PJ | B                | A                | Pts              | Pun              | PJ               | B | A                    | Pts                  | Pun                  |                      |                      |
| 1979-1980 | Pats de Regina | LHOu  | 41 | 4                | 8                | 12               | 42               | 14               | 0 | 4                    | 4                    | 15                   |                      |                      |
| 1980-1981 | Pats de Regina | LHOu  | 62 | 4                | 13               | 17               | 115              | 4                | 0 | 0                    | 0                    | 4                    |                      |                      |
| 1981-1982 | Pats de Regina | LHOu  | 50 | 6                | 28               | 34               | 155              | 20               | 1 | 7                    | 8                    | 79                   |                      |                      |

### Statistiques entraîneur
| Saison    | Équipe                 | Ligue |    | PJ | V  | D  | N  | Pr     | % V                       |  | Séries éliminatoires |
| 1992-1993 | Skipjacks de Baltimore | LAH   | 80 | 28 | 40 | 12 | -  | 42,5 % | Éliminé au 1er tour       |  |                      |
| 1993-1994 | Pirates de Portland    | LAH   | 80 | 43 | 27 | 10 | -  | 60,0 % | Remporte le championnat   |  |                      |
| 1994-1995 | Pirates de Portland    | LAH   | 80 | 46 | 22 | 12 | -  | 65,0 % | Éliminé au 1er tour       |  |                      |
| 1995-1996 | Pirates de Portland    | LAH   | 80 | 32 | 34 | 10 | 4  | 48,8 % | Éliminé en finale         |  |                      |
| 1996-1997 | Pirates de Portland    | LAH   | 80 | 37 | 26 | 10 | 7  | 56,9 % | Éliminé au 1er tour       |  |                      |
| 1998-1999 | Predators de Nashville | LNH   | 82 | 28 | 47 | 7  | 0  | 38,4 % | Non qualifiés             |  |                      |
| 1999-2000 | Predators de Nashville | LNH   | 82 | 28 | 40 | 7  | 7  | 42,7 % | Non qualifiés             |  |                      |
| 2000-2001 | Predators de Nashville | LNH   | 82 | 34 | 36 | 9  | 3  | 48,8 % | Non qualifiés             |  |                      |
| 2001-2002 | Predators de Nashville | LNH   | 82 | 28 | 41 | 13 | 0  | 42,1 % | Non qualifiés             |  |                      |
| 2002-2003 | Predators de Nashville | LNH   | 82 | 27 | 35 | 13 | 7  | 45,1 % | Non qualifiés             |  |                      |
| 2003-2004 | Predators de Nashville | LNH   | 82 | 38 | 29 | 11 | 4  | 55,5 % | Éliminé au 1er tour       |  |                      |
| 2005-2006 | Predators de Nashville | LNH   | 82 | 49 | 25 | 0  | 8  | 64,6 % | Éliminé au 1er tour       |  |                      |
| 2006-2007 | Predators de Nashville | LNH   | 82 | 51 | 23 | 0  | 8  | 67,1 % | Éliminé au 1er tour       |  |                      |
| 2007-2008 | Predators de Nashville | LNH   | 82 | 41 | 32 | 0  | 9  | 55,5 % | Éliminé au 1er tour       |  |                      |
| 2008-2009 | Predators de Nashville | LNH   | 82 | 40 | 34 | 0  | 8  | 53,7 % | Non qualifiés             |  |                      |
| 2009-2010 | Predators de Nashville | LNH   | 82 | 47 | 29 | 0  | 6  | 61,0 % | Éliminé au 1er tour       |  |                      |
| 2010-2011 | Predators de Nashville | LNH   | 82 | 44 | 27 | 0  | 11 | 60,4 % | Éliminé au 2e tour        |  |                      |
| 2011-2012 | Predators de Nashville | LNH   | 82 | 48 | 26 | 0  | 8  | 63,4 % | Éliminé au 2e tour        |  |                      |
| 2012-2013 | Predators de Nashville | LNH   | 48 | 16 | 23 | 0  | 9  | 42,7 % | Non qualifiés             |  |                      |
| 2013-2014 | Predators de Nashville | LNH   | 82 | 38 | 32 | 0  | 12 | 53,7 % | Non qualifiés             |  |                      |
| 2014-2015 | Capitals de Washington | LNH   | 82 | 45 | 26 | 0  | 11 | 61,6 % | Éliminé au 2e tour        |  |                      |
| 2015-2016 | Capitals de Washington | LNH   | 82 | 56 | 18 | 0  | 8  | 73,2 % | Éliminé au 2e tour        |  |                      |
| 2016-2017 | Capitals de Washington | LNH   | 82 | 55 | 19 | 0  | 8  | 72,0 % | Éliminé au 2e tour        |  |                      |
| 2017-2018 | Capitals de Washington | LNH   | 82 | 49 | 26 | 0  | 7  | 64,0 % | Remporte la Coupe Stanley |  |                      |
| 2018-2019 | Islanders de New York  | LNH   | 82 | 48 | 27 | 0  | 7  | 62,8 % | Éliminé au 2e tour        |  |                      |
| 2019-2020 | Islanders de New York  | LNH   | 68 | 35 | 23 | 0  | 10 | 58,8 % | Éliminé au 4e tour        |  |                      |
| 2020-2021 | Islanders de New York  | LNH   | 56 | 32 | 17 | 0  | 7  | 63,4 % | Éliminé au 3e tour        |  |                      |
| 2021-2022 | Islanders de New York  | LNH   | 82 | 37 | 35 | 0  | 10 | 51,2 % | Non qualifiés             |  |                      |

## Trophées et honneurs
- 1994 : trophée Louis-A.-R.-Pieri
- 1994 : coupe Calder en tant qu'entraîneur-chef des Pirates de Portland
- 2016 : trophée Jack-Adams en tant qu'entraîneur-chef des Capitals de Washington
- 2018 : coupe Stanley en tant qu'entraîneur-chef des Capitals de Washington
- 2019 : trophée Jack-Adams en tant qu'entraîneur-chef des Islanders de New York